# Bold Orion
Le missile Bold Orion (WS-199B), est un prototype de  missile aérobalistique développé aux États-Unis par Martin Aircraft au cours des années 1950. Développé à un mais aussi deux étages, le missile donna des résultats mitigés au cours de ses essais mais aida au développement du missile aérobalistique GAM-87 Skybolt. De plus, le Bold Orion fut utilisé dans le cadre d'essais d'armes antisatellites, réussissant la première interception d'un satellite par un missile en octobre 1959.

## Conception et développement
Le missile Bold Orion a été développé dans le cadre du programme Weapons System 199 (en) mis en place par l' US Air Force en réponse au programme Polaris de l' US Navy autorisé par le Congrès en 1957. Le programme WS-199 avait pour objectif de développer des technologies qui pourraient être utilisées dans de futures armes stratégiques pour le compte du Strategic Air Command de l' US Air Force, et non pas de concevoir directement des armes opérationnelles (une des premières étapes étant de démontrer la possibilité de créer un missile aérobalistique).
La dénomination WS-199B fut attribué au projet qui, à la suite du contrat remporté en 1958 par Martin Aircraft, fut renommé missile Bold Orion. La conception du missile était simple, utilisant surtout des composantes développées pour d'autres systèmes de missiles afin de réduire les coûts et le temps de développement du projet. La configuration initiale en faisait un engin a étage unique utilisant comme propulseur une fusée à carburant solide TX-20 Sergeant de Thiokol. À la suite des premiers tests, la configuration fut modifiée afin de créer un missile à deux étages, en y incroporant un propulseur à carburant solide, connu sous le nom de Altair (en).

## Historique opérationnel
Ayant été décrété prioritaire par l'Air Force, le premier essai du missile eut lieu dès le 26 mai, avec un lancement effectué depuis un Boeing B-47 Stratojet, larguant le prototype après avoir atteint sa vitesse maximale avec un angle d'ascension élevé. La technique de la montée en flèche, combinée avec la poussée du moteur du missile en lui-même, permis à ce dernier d'atteindre sa portée maximale, en rejoignant l'espace.
Une série de douze essais du missile fut menée. Et malgré une seule réelle défaillance technique remontée, les résultats furent moindres qu'attendu. L'autorisation fut donnée pour modifier le missile afin de lui adjoindre un deuxième étage. En plus de modifications concernant la fiabilité, la portée du missile fut étendue à 1 600 km. Quatre des six derniers essais en vol se déroulèrent avec cette configuration à double étage. Le succès de ces tests valida la viabilité de l'arme.

### Tests antisatellite
Le dernier essai du Bold Orion, réalisé le 13 octobre avait pour objectif de tester ses capacités antisatellite. Lancé à une altitude de 11 000 m depuis un B-47, le missile "intercepta" avec succès le satellite Explorer 6 en le "frôlant" à moins de 6 km à une altitude de 251 km. Si le missile avait été équipé d'une tête nucléaire, le satellite aurait été détruit dans l'explosion.
Cet essai fut la toute première interception de satellite connue au monde, prouvant que des armes antisatellite étaient viables. Il eut aussi, avec une autre tentative d'interception (infructueuse celle-ci) par un autre missile (High Virgo (en)) des répercussions politiques. L'administration Eisenhower souhaitant officiellement que l'espace reste un terrain neutre pour tous, perçue mal le message d'"intention hostile" renvoyée par les tests de missile, ce qui amena à l'ajournement du développement d'autres armes antisatellites.

### Héritage
Les résultats du projet Bold Orion, ainsi que ceux concernant le missile High Virgo (développé aussi dans le cadre du projet WS-199), fournirent des données et des connaissances qui permirent à l' Air Force d'avoir une solide base de travail pour le développement du projet WS-138A, qui permit la mise au point du missile GAM-87 Skybolt.

## Historique des lancements

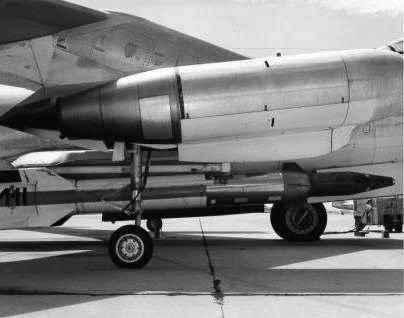
Un missile Bold Orion sur un B-47

| Date       | Conception   | Site de lancement | Résultat | Remarques     |
| ---------- | ------------ | ----------------- | -------- | ------------- |
| 26/05/1958 | Etage unique | Cap Canaveral     | Réussite | Apogée 8 km   |
| 27/06/1958 | Etage unique | Cap Canaveral     | Echec    | Apogée 12 km  |
| 18/07/1958 | Etage unique | Cap Canaveral     | Réussite | Apogée 100 km |
| 25/09/1958 | Etage unique | Cap Canaveral     | Réussite | Apogée 100 km |
| 10/10/1958 | Etage unique | Cap Canaveral     | Réussite | Apogée 100 km |
| 17/11/1958 | Etage unique | Cap Canaveral     | Réussite | Apogée 100 km |
| 08/12/1958 | Deux étages  | Cap Canaveral     | Réussite | Apogée 200 km |
| 16/12/1958 | Deux étages  | Cap Canaveral     | Réussite | Apogée 200 km |
| 04/04/1959 | Deux étages  | AMR DZ (en)       | Réussite | Apogée 200 km |
| 08/06/1959 | Etage unique | AMR DZ            | Réussite | Apogée 100 km |
| 19/06/1959 | Etage unique | Cap Canaveral     | Réussite | Apogée 100 km |
| 13/10/1959 | Deux étages  | AMR DZ            | Réussite | Apogée 200 km |

### Développement lié
- Alpha Draco (en)
- High Virgo (en)

### Armes similaires
- ASM-135 ASAT (en)
- GAM-87 Skybolt
- NOTS-EV-2 Caleb (en)

### Autres lectures
- Alden P. Armagnac, « U.S. Plans First Warship In Space », Popular Science, vol. 178, no 6,‎ juin 1961 (lire en ligne, consulté le 19 janvier 2011)